# Wat Bowonniwet
Chùa Bowonniwet Vihara (Tiếng Thái: วัดบวรนิเวศวิหาร đọc là Vát Bo-von-ni-vét Vi-han) là một ngôi chùa khá nổi tiếng nằm ở quận Phra Nakhon, Bangkok. Chùa này là trung tâm của phái Thammayut và là ngôi chùa được các triều vua Chakri thường xuyên lui tới. Chùa được xây dựng vào năm 1936, là nơi vua Rama IV lên ngôi và ban hành luật pháp. Hiện nay trong chùa còn phần mộ của vị quốc vương này.

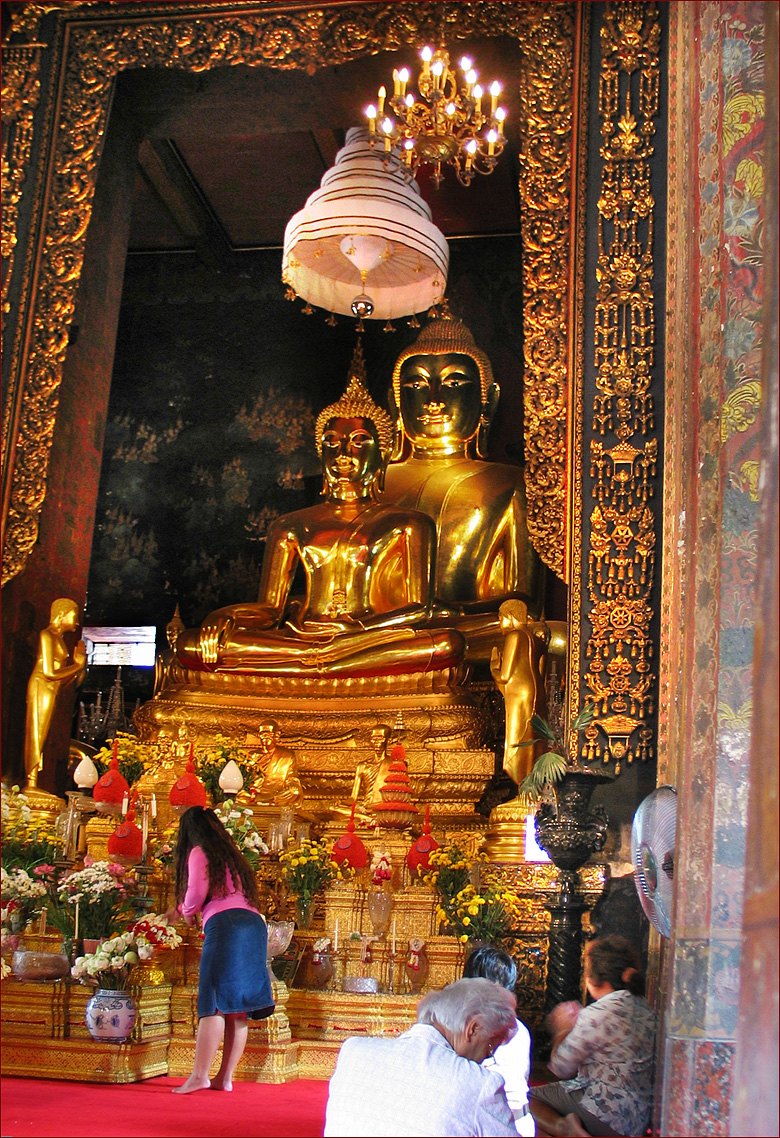
Chánh điện chùa

Chùa không nằm trong danh sách các ngôi chùa được du khách ghé đến trong hành trình tham quan Bangkok, tuy nhiên nó là ngôi chùa linh thiêng được rất nhiều Phật tử khắp nơi đến chiêm bái.